# Massimo Marchiori
Massimo Marchiori (Padova, 23 novembre 1970) è un matematico e informatico italiano.

## Biografia
Ha vinto il premio TR100 della Technology Review (ottobre 2004), che viene dato ai 100 giovani ricercatori più innovatori al mondo.
È stato ricercatore all'Università di Venezia.
Ha ideato Hyper Search, un motore di ricerca che basava i risultati non soltanto sui punteggi delle singole pagine, ma anche sulla relazione che lega la singola pagina con il resto del web. Questo lavoro è stato citato nell'articolo in cui è stato formulato l'algoritmo PageRank.
È stato chief editor dello standard mondiale per la privacy del Web (P3P).
È stato uno degli iniziatori del progetto XML Query nel World Wide Web Consortium (W3C), ed è uno degli autori della famiglia di standard mondiali XQuery, per effettuare ricerche (query) all'interno di documenti o database in XML.
Dal 2006 è professore associato all'Università degli studi di Padova ed è ricercatore scientifico nel W3C. Si occupa attivamente della ricerca e dello sviluppo del web semantico. Da aprile 2010 Massimo Marchiori è chief technology officer di Atomium Culture.
Il giorno 6 febbraio 2012, dall'Università degli studi di Padova, ha presentato il nuovo motore di ricerca Volunia da lui ideato e realizzato con la collaborazione di una piccola équipe di studenti ed ex studenti della stessa università. In seguito è stato estromesso dal progetto.
Nel 2015 ha pubblicato il libro Meno internet più cabernet .
Nel 2017 lancia Negapedia (la versione negativa di Wikipedia), con l'obiettivo di mostrare dove e quanto si combatte per costruire l’informazione  .